# 大河 (愛荷華州)
大河（英語：Grand River）是一個位於美國愛荷華州第開特縣的城市。

## 地理
大河的座標為40°49′08″N 93°57′45″W / 40.81889°N 93.96250°W，而該地的平均海拔高度為310米（即1017英尺）。

## 人口
根據2010年美國人口普查的數據，大河的面積為0.54平方千米，當中陸地面積為0.54平方千米，而水域面積為0.00平方千米。當地共有人口236人，而人口密度為每平方千米437人。